# Гай Петроний Понтий Нигрин
Гай Петроний Понтий Нигрин (на латински: Gaius Petronius Pontius Nigrinus; също само Gaius Petronius Pontius или Gaius Pontius Nigrinus/Niger) е политик и сенатор на ранната Римска империя.

## Биография
Родният му баща вероятно е Луций Понтий Ни(грин), който през 20 г. e praetor aerarii. Брат е на Понтий Лабеон (или Лабион). Вероятно чрез осиновяване от Гай Петроний (суфектконсул 25 г.) или от Публий Петроний (суфектконсул 19 г.) е приет във фамилията Петронии и така имената му стават четири.
През 37 г. Петроний е консул заедно с Гней Ацероний Прокул до края на юни. По време на неговия консулат на 16 март 37 г. умира император Тиберий. Сенатът предлага на неговия наследник Калигула да стане веднага консул, но той отказва да поеме тази позиция преди изтичането на нормалните шест месеца за consules ordinarii.
През юли 37 г. консулите са сменени от суфектконсулите Гай Цезар Калигула Германик и Тиберий Клавдий Нерон Германик. След това от септември до декември суфектконсули стават Авъл Цецина Пет и Гай Каниний Ребил.

## Деца
Вероятно е баща на Публий Петроний Нигер (суфектконсул 62 г.).